# Dacnis ventreblanca
La dacnis ventreblanca (Dacnis albiventris) és un ocell de la família dels tràupid (Thraupidae).

## Hàbitat i distribució
Habita la selva pluvial, a les terres baixes des del sud-est de Colòmbia i sud de Veneçuela cap al sud fins l'est de l'Equador, nord-est del Perú i centre del Brasil amazònic.